# Cirolana (Anopsilana) luciae
Cirolana (Anopsilana) luciae is een pissebed uit de familie Cirolanidae. De wetenschappelijke naam van de soort is voor het eerst geldig gepubliceerd in 1940 door Barnard.